# أفريكولتوريس
أفريكولتوريس (بالفرنسية: Africultures)‏ هي مجلة مكرسة للفنون والثقافة من أفريقيا والشتات.  يقع مقرها في باريس ، وتأسست في عام 1997 تحت قيادة الصحفيين والأكاديميين ، بما في ذلك جيرالد أرنو ، و أوليفييه بارليت ، و تانيلا بوني ، و سيلفي شالاي ، وفيصل شحات ، و سوف البدوي ، و بونيفاس مونغو مبوسا ، إلخ  المجلة والمواقع التي أنشأتها أفريكولتوريس تديرها جمعية الثقافة الأفريقية.  في حين أن المقالات محمية بحقوق الطبع والنشر ، يتم إصدار المواد المنشورة في قاعدة البيانات بموجب ترخيص مجاني.
يحتفظ موقع أفريكولتوريس بأرشيف على الإنترنت للفنانين والأفلام والموسيقى والكتب والمؤسسات الموجودة في إفريقيا ومنطقة البحر الكاريبي أو العاملة فيها.  الأرشيف متعدد اللغات الذي تم إصداره برخصة مشاركة الإسناد المشاع الإبداعي على حد سواء موجود على موقع أفريكولتوريس وعلى موقع SPLA Sud Planète ، وهو تعاون مشترك متعدد اللغات بين الشركاء الدوليين.  أنتج الجيش الشعبي لتحرير السودان سود بلانيت بوابات وطنية للمعلومات الثقافية لبوركينا فاسو وماليو الكاميرون.

## محتوى المنشور
كل عدد من مجلة أفريكولتوريس مخصص لموضوع معين.  يتضمن مقالات ومقابلات من مختلف الصحفيين والباحثين، وهو موضح على نطاق واسع.  تم توزيع المراجعة ، التي تم توزيعها بواسطة إصدارات L'Harmattan ، وهي شهرية في البداية وصغيرة بتنسيق 13.5 × 21.5 سم على 128 صفحة ، أصبحت ربع سنوية بتنسيق 16 × 24 سم على 240 صفحة أو أكثر.  نشرت العدد 100 عام 2015.

## رخصة مجانية
منذ عام 2012 ، تم نشر قاعدة بياناتها بالكامل ، وهي الأكبر في العالم حول هذا الموضوع ، والتي تضم أكثر من 80 ألف سيرة ذاتية للفنانين ووصف للكتب والسجلات والأفلام وأقراص الفيديو الرقمية والعروض والمنظمات والمؤسسات الثقافية ، بموجب ترخيص المشاع الإبداعي: التأليف تقاسم الشروط الأولية بشكل متماثل.

## وصلات خارجية
- أفريكولتوريس الموقع الرسميلم يتم العثور على روابط لمواقع التواصل الاجتماعي.